# Royal Lakes, Illinois
Royal Lakes là một làng thuộc quận Macoupin, tiểu bang Illinois, Hoa Kỳ. Năm 2010, dân số của làng này là 197 người.

## Dân số
Dân số qua các năm:
- Năm 2000: 190 người.
- Năm 2010: 197 người.